# Hoog-Hullen
Hoog-Hullen was een sanatorium in de Drentse plaats Eelde, gevestigd op het landgoed Oosterbroek. Hoog-Hullen is een van de eerste Nederlandse vakkundige verslavingszorg die werd aangeboden. Sinds 2005 maakt het deel uit van Verslavingszorg Noord Nederland.

## Geschiedenis
Het sanatorium werd in 1891 opgericht voor alcoholisten door de Vereniging tot Bevordering van het Herstel van Drankzuchtigen. Nadien werd de naam van de instelling gewijzigd in Nieuw Hoog-Hullen en in 1952 werd het erkend als ziekenhuis. Sinds de jaren zeventig van de twintigste eeuw werden naast alcoholisten ook andere verslaafden opgenomen en tevens richtte Nieuw Hoog-Hullen op wetenschappelijk onderzoek. In 1998 fuseerde Nieuw Hoog-Hullen met Ambulante Verslavingszorg Friesland tot de Dr. Kuno van Dijk Stichting, vernoemd naar prof. dr. Kuno van Dijk. Zeven jaren later fuseerde de Dr. Kuno van Dijk Stichting met het Consultatiebureau voor Alcohol en Drugs Drenthe en de Ambulante Verslavingszorg provincie Groningen tot Verslavingszorg Noord Nederland.